# Phytala vansomereni
Phytala vansomereni är en fjärilsart som beskrevs av Jackson 1964. Phytala vansomereni ingår i släktet Phytala och familjen juvelvingar. Inga underarter finns listade i Catalogue of Life.